# Amuré
Amuré is een gemeente in het Franse departement Deux-Sèvres (regio Nouvelle-Aquitaine) en telt 409 inwoners (2005). De plaats maakt deel uit van het arrondissement Niort.

## Geografie
De oppervlakte van Amuré bedraagt 14,9 km², de bevolkingsdichtheid is 27,4 inwoners per km².
De onderstaande kaart toont de ligging van Amuré met de belangrijkste infrastructuur en aangrenzende gemeenten.

## Demografie
Onderstaande figuur toont het verloop van het inwonertal (bron: INSEE-tellingen).